# Alcalfar
Alcalfar és un petit nucli de pescadors situat al sud-est de l'illa de Menorca. Administrativament, depèn de l'ajuntament de Sant Lluís, el nucli municipal del qual es troba a uns cinc quilòmetres.
Té una població de 130 habitants i està situat al llindar d'una cala, coneguda com la cala d'Alcalfar. Aquesta cala, acabada en platja, és el resultat d'una entrada allargada i estreta de mar, en forma de quart de cercle. Al principi de l'entrada es troba la Torre d'Alcalfar, i l'Illot des Torn. Està exposada a les onades i als vents del sud-est, amb un pendent suau, aigua clara —especialment a la primavera— i fons de sorra i algues. A la part esquerra mirant el mar, front la Cova d'en Putó, neix una vena d'aigua freda, que es manté en un corrent que surt de la cala.

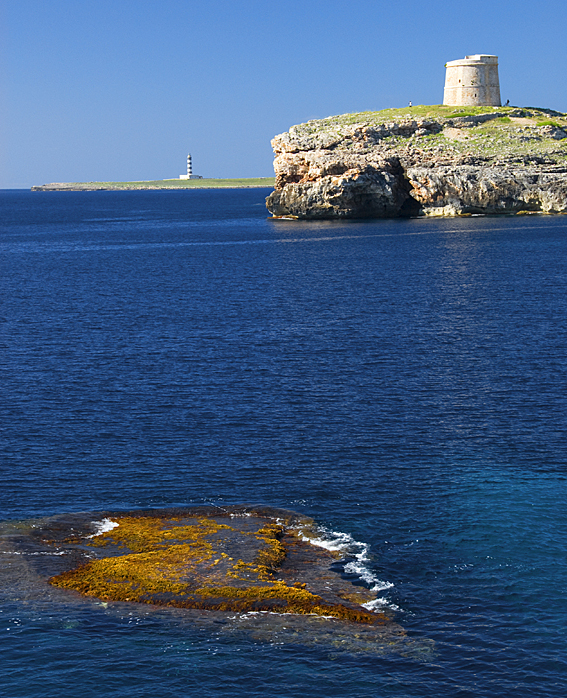
Torre d'Alcaufar i l'Illa de l'Aire.

La primera caseta de la cala es va construir l'any 1896, amb el permís verbal del propietari de la possessió d'Alcalfar, Joan Mercadal Pons, concedit a l'entorn d'una caldera de peix compartida amb un grup d'aficionats a la caça i la pesca. Dos anys més tard, el permís seria ratificat documentalment per un contracte signat entre el propietari i vuit santlluïsers, a qui els va cedir el terreny per 350 pessetes, amb la condició que en qualsevol moment se'n podria apropiar mitjançant el pagament del capital invertit i descomptant-hi vint-i-una pessetes per any que n'haguessin gaudit. La quadrilla adjudicà a la caseta el nom de la deessa romana de la caça, Diana.
Fou en la cala d'Alcalfar on els francesos desembarcaren el 1756 per conquerir, amb èxit, l'illa de Menorca als britànics. Més tard, el 1781, desembarcaren entre la cala Mesquida i la cala d'Alcalfar uns 15.000 soldats espanyols sota el comandament del duc de Crillon, que, com a conseqüència de la presa de Menorca, va obtenir del rei Carles IV d'Espanya, el 1790, el títol de duc de Maó i gran d'Espanya.